# たばこ産業政策議員連盟
たばこ産業政策議員連盟（たばこさんぎょうせいさくぎいんれんめい）は日本の超党派の議員連盟。

## 概要
当初は民主党内の議員連盟であり、民主党たばこ産業政策議員連盟として活動していた。約140名の議員が所属していたが、「たばこの味方をすればイメージダウンに繋がる」という理由から、名簿は原則非公開としていた。2016年に党名を民進党へと変更したことにより、同年5月18日に民進党たばこ産業政策議員連盟を新たに設立した。しかし、2017年の民進党と希望の党の合流騒動をきっかけに、所属議員が民進党、希望の党、立憲民主党に分断されたことから、2018年2月28日に超党派のたばこ産業政策議員連盟を再度設立した。所属議員は2019年12月2日現在で72名。
総会では、全日本たばこ産業労働組合や日本たばこ産業（JT）からたばこ問題の現状と課題についてのヒアリングを行い、加熱式たばこのルール作りや、地方の受動喫煙防止条例における過度なルールの上乗せの抑止、たばこ税増税問題などについて議論を行っている。

## 所属議員

### 会員
| 議員名     | 所属政党   | 議院   | 選挙区                | 備考 | 出典   |
| ---------- | ---------- | ------ | --------------------- | ---- | ------ |
| 小宮山泰子 | 立憲民主党 | 衆議院 | 埼玉7区               |      | [ 6 ]  |
| 小山展弘   | 立憲民主党 | 衆議院 | 静岡3区               |      | [ 7 ]  |
| 松田功     | 立憲民主党 | 衆議院 | （愛知16区→）比例東海 |      | [ 5 ]  |
| 森山浩行   | 立憲民主党 | 衆議院 | （大阪16区→）比例近畿 |      | [ 8 ]  |
| 小川淳也   | 立憲民主党 | 衆議院 | 香川1区               |      | [ 9 ]  |
| 大串博志   | 立憲民主党 | 衆議院 | 佐賀2区               |      | [ 10 ] |
| 牧山弘恵   | 立憲民主党 | 参議院 | 神奈川県              |      | [ 11 ] |
| 斎藤嘉隆   | 立憲民主党 | 参議院 | 愛知県                |      | [ 12 ] |
| 榛葉賀津也 | 国民民主党 | 参議院 | 静岡県                |      | [ 13 ] |
| 北神圭朗   | 無所属     | 衆議院 | 京都4区               |      | [ 14 ] |

### 元会員
| 議員名     | 所属政党   | 議院   | 選挙区    | 備考                                          | 出典   |
| ---------- | ---------- | ------ | --------- | --------------------------------------------- | ------ |
| 三井辨雄   | 民主党     | 衆議院 | 北海道2区 | 第46回衆院選（2012年）で落選。                | [ 15 ] |
| 中根康浩   | 民進党     | 衆議院 | 比例東海  | 第48回衆院選（2017年）で落選。                | [ 16 ] |
| 荒井聰     | 立憲民主党 | 衆議院 | 北海道3区 | 第49回衆院選（2021年）に出馬せず引退。        | [ 17 ] |
| 佐々木隆博 | 立憲民主党 | 衆議院 | 北海道6区 | 第49回衆院選（2021年）に出馬せず引退。        | [ 18 ] |
| 鉢呂吉雄   | 立憲民主党 | 参議院 | 北海道    | 元会長 第26回参院選（2022年）に出馬せず引退。 | [ 1 ]  |
| 郡司彰     | 立憲民主党 | 参議院 | 茨城県    | 顧問 第26回参院選（2022年）に出馬せず引退。   | [ 19 ] |
| 那谷屋正義 | 立憲民主党 | 参議院 | 比例区    | 第26回参院選（2022年）に出馬せず引退。        | [ 20 ] |
| 難波奨二   | 立憲民主党 | 参議院 | 比例区    | 第26回参院選（2022年）に出馬せず引退。        | [ 3 ]  |
| 中川正春   | 立憲民主党 | 衆議院 | 比例東海  | 元会長 第50回衆院選（2024年）に出馬せず引退。 | [ 4 ]  |